# Laminaire (algue)
Taxons concernés
Les laminaires, aussi appelées kelp ou encore varechs, sont un groupe d'algues brunes. Ce terme vernaculaire imprécis peut désigner les algues du genre Laminaria, de la famille des Laminariaceae ou encore l'ensemble de l'ordre des Laminariales,. Elles constituent de vastes peuplements sous-marins dominés par des macroalgues de très grandes tailles, appelés forêts de laminaires, qui font partie de manière plus large du groupe des forêts de varechs.

## Forêts de laminaires

### Répartition

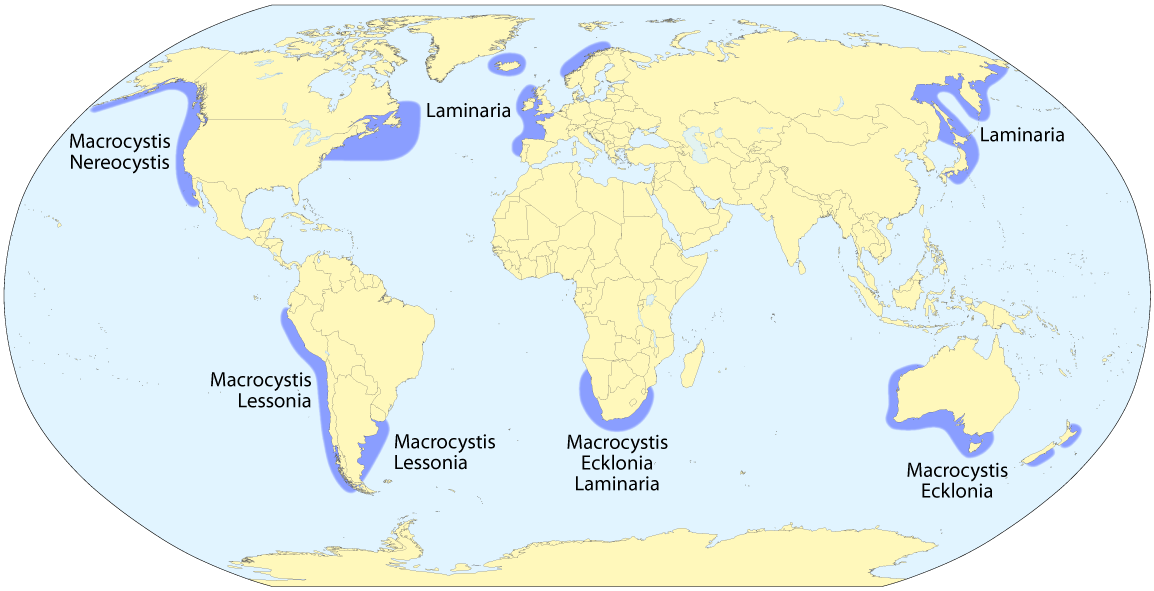
Carte du monde représentant la répartition mondiale des principales forêts de laminaires.

On retrouve les laminaires dans de vastes peuplements sous-marins appelées forêts de laminaires. Elles sont localisées principalement dans les zones tempérées et sub-polaires. Avec les récifs coraliens, les herbiers marins (posidonies, zostères) et le coralligène, elle constituent un des grands écosystèmes marins de la planète.

### Stratification

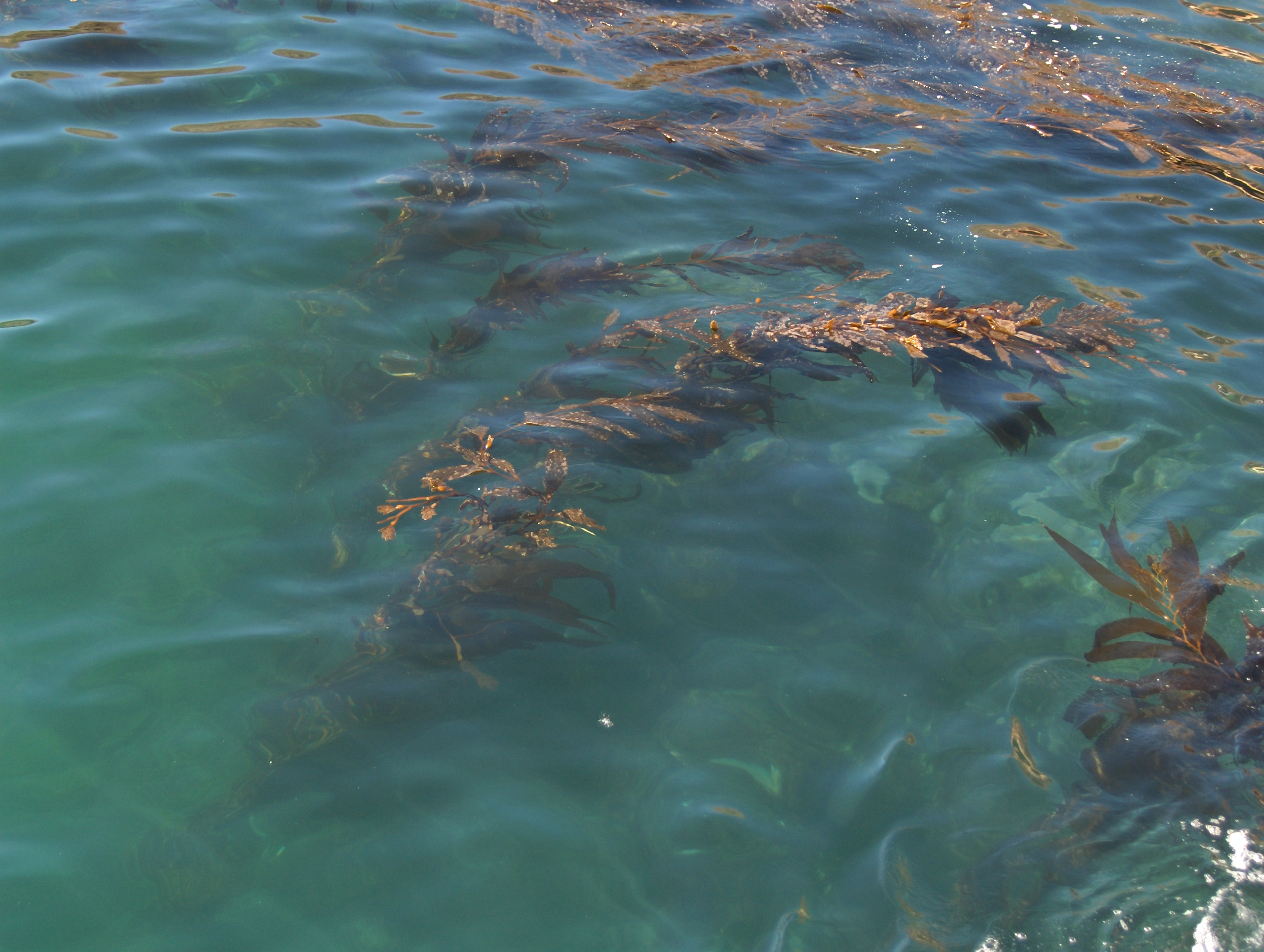
La canopée flottante d'une forêt marine, ici formée par Macrocystis

L'architecture d'une forêt de laminaires dépend de la ou les espèces qui la dominent et influence les espèces associées qui définissent la communauté. Traditionnellement, cet écosystème domminé par les laminaires, est occupé par des Laminariales associés à d'autres algues:
- en haut, la canopée, qui peut être flottante ou non, comprend les plus grandes espèces de laminaires (p. ex. Macrocystis pouvant atteindre plus de 45 m de hauteur, Alaria). Ces espèces sont caractérisées par un stipe flexible et une fronde pourvue de pneumatocystes. Elles atteignent fréquemment la surface ;
- à l'étage intermédiaire, se trouvent des espèces de Laminariales dressées s'élevant à quelques mètres au-dessus du fond mais n'atteignant pas la canopée. Caractérisées par un stipe rigide, elles sont représentées par plusieurs espèces qui peuvent former de denses bosquets (p. ex. Laminaria, Ecklonia, Eisenia…) ;
- à l'étage inférieur, on trouve les espèces de laminaires dotées d'une fronde qui recouvre le substrat et qui demeurent près du fond (p. ex. Laminaria et Saccharina) ;
- sur le fond marin, l'assemblage benthique n'est pas formé de laminaires mais comprend d'autres espèces d'algues (filamenteuses, « foliées », corallines articulées) et d'organismes sessiles.

Plusieurs espèces de laminaires composant ces forêts sous-marines peuvent cohabiter. Les algues du genre Laminaria dominent les forêts sous-marines des deux côtés de l'océan Atlantique, de même que celles des côtes chinoise et japonaise. Macrocystis pyrifera, est une espèce qui forme ce type d'écosystème dans plusieurs régions du monde, dont le nord-est du Pacifique, le sud de l'Amérique du Sud, l'Afrique du Sud, l'Australie, la Nouvelle-Zélande et plusieurs îles de l'Océan Austral. Des espèces du genre Ecklonia dominent aussi quelques forêts en Australie, en Nouvelle-Zélande, en Afrique du Sud et autour de quelques îles subantarctiques.
La stratification verticale forme un système de micro-environnements similaires à ceux retrouvés en forêt terrestre, avec une canopée ensoleillée, un milieu partiellement abrité, et un plancher ombragé. Chaque guilde possède ses organismes associés dont l'assemblage peut varier,,. Par exemple, dans les forêts californiennes de Macrocystis pyrifera, le nudibranche Melibe leonina et l'amphipode Caprella californica sont étroitement associés à la canopée en surface; les poissons Brachyistius frenatus et Sebastes spp. se retrouvent au sein de l'étage intermédiaire; des ophiures et des gastéropodes Tegula spp. sont associés aux crampons des algues tandis que divers herbivores tels des oursins et des ormeaux vivent sous la canopée; plusieurs étoiles de mer, hydroïdes et poissons benthiques vivent au sein de l'assemblage benthique; des coraux solitaires, des gastéropodes variés et des échinodermes vivent sur les corallines encroûtantes.